# Пинджалы
Пинджалы (лат. Pinjalo) — род лучепёрых рыб семейства луциановых (Lutjanidae). Представители рода распространены в Индо-Тихоокеанской области. Максимальная длина тела у разных видов варьируется от 50 до 80 см.

## Описание
Тело умеренно высокое, несколько сжато с боков, покрыто ктеноидной чешуёй среднего размера. В боковой линии 47—52 чешуй. Голова небольшая, рыло заострённое. Межглазничное пространство выпуклое. Предглазничная кость узкая. Глаза расположены в центре головы. Зубы на челюстях маленькие, нет клыковидных зубов; на сошнике и нёбе зубы очень мелкие. Спинной плавник сплошной, между колючей и мягкой частями отсутствует заметная выемка. В колючей части 11—12 жёстких лучей, а в мягкой части 13—14 мягких лучей. Есть чешуя на основаниях спинного и анального плавников. В анальном плавнике 3 жёстких и 9—10 мягких лучей. Грудные плавники удлинённые, их окончания доходят до анального отверстия, с 17—18 мягкими лучами. Хвостовой плавник вильчатый.
Тело окрашено в различные оттенки красного или розового цвета, нижняя часть тела и брюхо серебристые или беловатые. Плавники красноватые, розовые, жёлтые или беловатые, часто с узкими черноватыми краями.

## Классификация
В составе рода выделяют два вида:
- Pinjalo lewisi J. E. Randall, G. R. Allen & W. D. Anderson, 1987
- Pinjalo pinjalo (Bleeker, 1850) — Пинджал